# 엘리베이터 액션 리턴즈
《엘리베이터 액션 리턴즈》(Elevator Action Returns)는 타이토가 제작한 런 앤 건 비디오 게임이다. 1983년 게임 《엘리베이터 액션》의 후속작으로, 타이토 F3 시스템 기반으로 제작돼 아케이드로 1995년 출시됐다. 전작에 비해 그래픽이 향상되었으며 3명의 주인공 중 한 명으로 플레이하는 시스템이 도입됐다.
1997년 일본서 세가 새턴 이식판이 출시됐다.

## 반응
일본 잡지 〈게임 머신〉 1995년 5월 1일호에서 《엘리베이터 액션 리턴즈》를 지난 2주 중 9번째로 인기가 많은 아케이드 게임으로 선정했다.

## 참조